# Jacqueline Woodson
Jacqueline Woodson (ur. 12 lutego 1963 w Columbus) – afroamerykańska pisarka książek dla dzieci, młodzieży i dorosłych, laureatka Nagrody im. Astrid Lindgren. 

## Życiorys
Urodziła się 12 lutego 1963 w Columbus, a dorastała w Greenville. Od siódmego roku życia mieszka w Nowym Jorku. Studiowała na Adelphi University oraz The New School. Po studiach m.in. prowadziła teatroterapię z bezdomnymi nastolatkami i pisała krótkie opowiadania do testów szkolnych. W 1990 roku zadebiutowała książką Last Summer With Maizon, która była pierwszą częścią trylogii opisującej przyjaźń dwóch dziewczynek.
Jest autorką ponad trzydziestu książek, w większości dla dzieci i młodzieży. Gdy zaczynała tworzyć, była jedną z nielicznych afroamerykańskich autorek literatury młodzieżowej, których dzieła publikowano na rynku krajowym. Twórczość Woodson, która odzwierciedla zróżnicowane etnicznie społeczeństwo Stanów Zjednoczonych, przetarła szlak kolejnym czarnoskórym twórcom w amerykańskiej literaturze młodzieżowej. W swoich dziełach porusza często nieoczywiste tematy, by wytłumaczyć je młodym czytelnikom. Opisała m.in. związek osób różnych ras (If You Come Softly), wizyty dziecka u rodzica w więzieniu (Visiting Day), czy historię chłopca, któremu matka tłumaczy, że jest lesbijką (From the Notebooks of Melanin Sun).
Ma dwójkę dzieci. Mieszka ze swoją partnerką Juliet Widoff i dziećmi w Brooklynie.

## Nagrody i wyróżnienia
Czterokrotnie otrzymała wyróżnienie Newbery Honor (za Show Way, Feathers, After Tupac & D Foster oraz Brown Girl Dreaming). Jej powieść pisana wierszem Brown Girl Dreaming (2014), w której opisała swoją rodzinę i jej doświadczenia segregacji rasowej na południu Stanów Zjednoczonych, została wyróżniona nagrodami National Book Award, Coretta Scott King Award oraz NAACP Image Award. Woodson jest także laureatką m.in. Nagrody im. Astrid Lindgren (2018) oraz Nagrody im. Hansa Christiana Andersena (2020). Przy pomocy środków pieniężnych z wygranej Nagrody im. Astrid Lindgren w 2018 roku, Woodson pomogła założyć organizację Baldwin for the Arts, której celem jest przyznawanie stypendiów dla nowych, niebiałoskórych głosów w sztuce.

## Wybrana twórczość
- 1990: Last Summer With Maizon
- 1990: The Dear One
- 1995: From the Notebooks of Melanin Sun
- 2000: Miracle’s Boys
- 2002: Hush
- 2003: Locomotion
- 2004: Coming on Home Soon
- 2004: Behind You
- 2005: Show Way
- 2007: Feathers
- 2008: After Tupac & D Foster
- 2012: Beneath a Meth Moon, wyd. pol.: Kryształowy księżyc. Magdalena Jatowska (tłum.). Wydawnictwo Remi, 2013. ISBN 978-83-63142-43-8. Brak numerów stron w książce
- 2014: Brown Girl Dreaming
- 2016: Another Brooklyn (powieść dla dorosłych)
- 2018: Harbor Me
- 2018: The Day You Begin (książka obrazkowa)
- 2019: Red at the Bone (powieść dla dorosłych)

Źródło.